# Orden de Viesturs

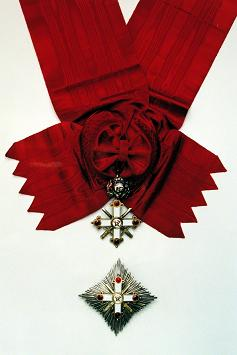

La Orden de Viesturs (en letón: Viestura ordenis) es una distinción fundada el 1938, que cayó en desuso durante los años de la República Socialista Soviética de Letonia, pero fue restablecida el 2004 por la República de Letonia. La orden tiene el nombre del personaje histórico el Rey Viestards (Vesthardus Rex) de Semigalia del siglo XIII. El artista encargado de su diseño fue Herbert Mangolts.

## Clases
La condecoración se libra en las siguientes clases: 
- Caballero de la Gran Cruz.
- Gran Oficial
- Comanador
- Oficial
- Caballero